# Saint-Germain-de-la-Grange
Saint-Germain-de-la-Grange è un comune francese di 1 886 abitanti situato nel dipartimento degli Yvelines nella regione dell'Île-de-France.

## Società

### Evoluzione demografica
Abitanti censiti